# الولايات المتحدة في الألعاب الأولمبية الصيفية 2012
الولايات المتحدة سوف تنافس في دورة الألعاب الأولمبية الصيفية عام 2012 في لندن، المملكة المتحدة. التي ستنطلق بتاريخ 27 تموز 2012 وتختم فعالياتها في 12 أغسطس 2012.

## الرماية
تأهلت الولايات المتحدة بثلاثة رماة لمنافسات الرجال الفردية، ورامية واحدة لمنافسات السيدات الفردية وفريق لمنافسات الفرق للرجال.

## السباقات
ترشح ثلاثة رياضيين وثلاثة رياضيات في كل سباق وكل مسابقة في أولمبياد 2012 ويذكر أن ثلاثة لاعبيين هو الحد الأقصى المسموح به لكل دولة.

## كرة الريشة
سيمثل الولايات المتحدة في مسابقة كرة الريشة في اثنين من المسابقات وهي زوجي الرجال وفردي السيدات. ويذكر أن كرة الريشة هي الرياضة الوحيدة التي لم تحصل فيها الولايات المتحدة على أي ميداليو منذ دخول اللعبة إلى الأولمبياد سنة 1982.

## كرة السلة
وتأهلت الولايات المتحدة بفريق للرجال وفريق أخر للنساء.
- الرجال مسابقة الفرق - 1 فريق من 12 لاعباً.
- النساء مسابقة الفرق - 1 فريق من 12 لاعبة.

## الملاكمة
تأهل للولايات المتحدة تسعة ملاكمين وثلاثة ملاكمات إلى حد الآن.

## كانو (سباق الزوارق)
سيمثل الولايات المتحدة لاعبين لمسابقة فردي الرجال ولاعبة لفردي السيدات بالإضافة إلى زوجي الرجال.

## زوارق سريعة
سيمثل الولايات المتحدة لاعب واحد في فردي الرجال ولاعبة واحدة في فردي السيدات.

## ركوب الدراجات
تأهل لحد الآن خمسة لاعبين في أربعة سباقات مختلفة بالإضافة إلى أربعة لاعبات في خمسة سباقات لتمثيل الولايات المتحدة.

## الغطس
سيمثل الولايات المنتحدة في مسابقات الغطس أربعة لاعبين مي مسابقات فردي الرجال وأربعة لاعبات لمسابقة السيدات بالإضافة إلى فريقين لمسابقة فريق الرجال وفريق واحد لمسابقة فرق السيدات.

## الفروسية
سيمثل الولايات المتحدة في مسابقات الفروسية أهل فريق في الفروسية والفروسية منافسات الفريق. وكانت الولايات المتحدة وتأهل فريقا في مسابقة القفز فريق. وتأهل أيضا 3 رياضيين في مسابقة الترويض الفردي، و5 رياضيين في مسابقة فردي الفروسية، وقد تأهل أيضا 4 رياضيين في مسابقة القفز الفردي.

## المبارزة
تأهلت للولايات المتحدة 16 مبارز ومبارزة وسيتنافسون في جميع مناسبات المبارزة.

## الهوكي على العشب
تأهل فريق الولايات المتحدة للنساء للألعاب الأولمبية في لندن بعد فوزهن عام 2011 بمسابقة الهوكي على العشب للسيدات في دورة دورة الألعاب الأمريكية سنة 2011. ولكن فريق الرجال لم ينجح في التأهل إلى أولمبياد 2012 الصيفية في لندن.

## كرة القدم
تأهل منتخب الولايات المتحدة الأمريكية لكرة القدم للسيدات بعد الانتهاء في المرتبة الأولى في التصفيات الأولمبية لإتحاد الكونكاكاف للسيدات عام 2012.

## الجمباز

### الجمباز الفني
سيمثل الولايات المتحدة خمسة لاعبي جمباز في مسابقة الرجال الفردية وخمسة لاعبات في مسابقة السيدات الفردية بالإضافة إلى فريق واحد للرجال وفريق واحد للسيدات في مسابقة الفرق.

### الجمباز الإيقاعي
تأهلت الولايات المتحدة لاعبة واحدة للمنافسة الفردية.

### ترامبولين
ستشارك الولايات المتحدة في مسابقة الرجال والسيدات.

## الجودو
تأهلت الولايات المتحدة ثلاثة لاعبين في مسابقة الرجال وثلاثة لاعبات في منافسات السيدات.

## فروسية الخماسي الحديث
تأهل لاعب في مسابقة الفردي للرجال ولاعبتين في مسابقة الفرجي للسيدات.

## التجديف
ستشارك الولايات المتحدة في جميع منافسات التجديف للرجال والسيدات لمنافسات الفردي والفرق.

## القوارب الشراعية
ستشارك الولايات المتحدة في جميع منافسات القوارب الشراعية للرجال والسيدات لمنافسات الفردي والفرق.

## الرماية
تأهل للولايات المتحدة 20 رياضياً ورياضية.

## السباحة
ستشارك الولايات المتحدة في كل المسابقات للرجال والسيدات الفردية والفرقية وبالعدد الأقصى المسموح به لكل دولة.

## السباحة المتزامنة
ستشارك الولايات المتحدة بفريق مؤلف من لاعبتين لمسابقة زوجي السيدات.

## كرة الطاولة
تأهلت للولايات المتحدة لاعب واحد لميابقة فردي الرجال ولاعبتين لمسابقة فردي السيدات بالإضافة إلى فريق للسيدات مؤلف من ثلاثة لاعبات لمسابقة السيدات الفرقية.

## تايكواندو
سيمثل الولايات المتحدة لاعبين إثنين في مسابقة فردي الرجال ولاعبتين في مسابقة فردي السيدات.

## التنس
تأهل أربعة لاعبين لمسابقة فردي الرجال وأربعة لاعبات في مسابقة فردي السيدات بالإضافة إلى فريق واحد لمسابقة زوجي الرجال وفريق واحد لمسابقة زوجي السيدات.

## ترايثلون
تأهل للولايات المتحدة لاعبين لمسابقة الرجال وثلاثة لاعبات لمسابقة السيدات.

## كرة الطائرة

### كرة الطائرة الشاطئية
ستشارك الولايات الولايات المتحدة بفريق واحد لمسابقة زوجي الرجال وفريق واحد لمسابقة زوجي السيدات.

### كرة الطائرة داخل الصالة
ستشارك الولايات المتحدة بفريق في مسابقة الرجال وفريق بمسابقة السيدات.

## كرة الماء
تأهل للولايات المتحدة فريق لمسابقة الرجال وفريق لمسابقة السيدات.

## رفع الأثقال
سيمثل الولايات المتحدة رباع واحد في مسابقة الرجال ورباعتين في مسابقة السيدات.

## المصارعة
ستشارك الولايات المتحدة في جميع أوزان المصارعة ما عدا مسابقة ال96 كغم اليونانية الرومانية.